# قطعنامه ۲۰۹۶ شورای امنیت
قطعنامهٔ ۲۰۹۶ شورای امنیت سازمان ملل متحد سندی بین‌المللی دربارهٔ وضعیت در افغانستان است. این قطعنامه طی نشست شورای امنیت سازمان ملل متحد در تاریخ ۱۹ مارس ۲۰۱۳ میلادی با ۱۵ رأی موافق، ۰ مخالف و ۰ ممتنع به تصویب رسید.